# جائزة برنارد اوسر
جائزة برنارد اوسر هي جائزة تُمنح للإسهامات العلمية لعناصر الأمن الغذائي أو من أجل الريادة في وضع وتأسيس عناصر تقييم وتنظيم الأمن الغذائي. تُمنح الجائزة منذ عام 2000 من قبل معهد تكنولوجيا الغذاء (IFT).
يتسلم الحائزون علي هذه الجائزة مبلغ 3000 دولار أمريكي ولوحه تذكارية من صندوق منح الخاص ببرنارد اوسر- Bernard L. Oser التابع لمنظمة معهد اخصائي تقنيون الغذاء.